# メルセデス・メイソン
メルセデス・メイソン（Mercedes Mason、1982年3月3日 - ）は、スウェーデン出身のアメリカ人女優で元モデルである。両親ともにイラン出身。彼女はテレビシリーズ「チャック」のゾンドラの役、「NCIS:LA」のタリア役、加入者視聴型ドラマ「ザ・ファインダー」のイザベル・ザンバダの役で知られている。日本ではAMCテレビシリーズ「フィアー・ザ・ウォーキング・デッド」のオフェリア役でもっとも知られている。
メルセデスはフランス語、スペイン語、ペルシャ語、スウェーデン語を流暢に話せると語っている。
2014年、アメリカ人俳優のデヴィッド・デンマンと結婚。